# Тайцан
Тайца́н (кит. упр. 太仓, пиньинь Tàicāng, буквально: «Великий амбар») — городской уезд городского округа Сучжоу провинции Цзянсу (КНР).

## История
Ещё в эпоху Вёсен и Осеней, когда эти земли входили в состав царства У, здесь был устроен большой продовольственный склад, известный как «Великий амбар» — отсюда и пошло название этих мест.
Находящаяся на этих землях гавань Люцзяган (浏家港) была важным морским портом в дельте Янцзы во времена монгольской империи Юань. Хотя сейчас эта гавань перестала существовать из-за накопившихся за века речных наносов, в XV в она была, по выражению историка Эдварда Дрейера, «Шанхаем тех времен». Из Люцзягана уходили на север грузовые суда с зерном, собранным в качестве налогов в Цзяннани и Нанкинском Округе для нужд Пекина и войск в северных гарнизонах.
Люцзяган служил и военным портом. В 1352 г, флот антимонгольского повстанца Фан Гочжэна уничтожил здесь юаньский флот.
Ведя борьбу с монголами, будущий основатель империи Мин Чжу Юаньчжан в 1367 году учредил для охраны местных военных продовольственных складов Тайцанский караул (太仓卫). С той поры эти места управлялись военными властями, не подчиняясь никаким гражданским бюрократическим структурам.
Евнух-адмирал Чжэн Хэ, чей флот неоднократно останавливался в Люцзягане на пути из Нанкина в море, установил там в 1431 году мемориальную стелу с описанием своих плаваний.
В 1497 году была учреждена область Тайцан (太仓州), подчинённая Сучжоуской управе (苏州府) Южной непосредственно подчинённой Двору области (Наньчжили). После маньчжурского завоевания и установления власти империи Цин Южная непосредственно подчинённая Двору область была преобразована в обычную провинцию, получившую название «Цзяннань». В 1724 году область Тайцан была поднята в статусе до «непосредственно управляемой» (то есть стала подчиняться напрямую властям провинции, минуя промежуточное звено в виде управы). В 1725 году провинция Цзяннань была разделена на провинции Аньхой и Цзянсу.
После Синьхайской революции в Китае была проведена реформа административного деления, в ходе которой были расформированы области. На землях, ранее подчинённых напрямую властям области Тайцан, а также землях расформированного уезда Чжэньян (镇洋县), в 1912 году был создан уезд Тайцан (太仓县).
В 1953 году был образован Специальный район Сучжоу (苏州专区), и уезд вошёл в его состав. В 1970 году Специальный район Сучжоу был переименован в Округ Сучжоу (苏州地区). В 1983 году были расформированы город Сучжоу и округ Сучжоу, и образован городской округ Сучжоу.
В 1993 году уезд Тайцан был преобразован в городской уезд.

## Административное деление

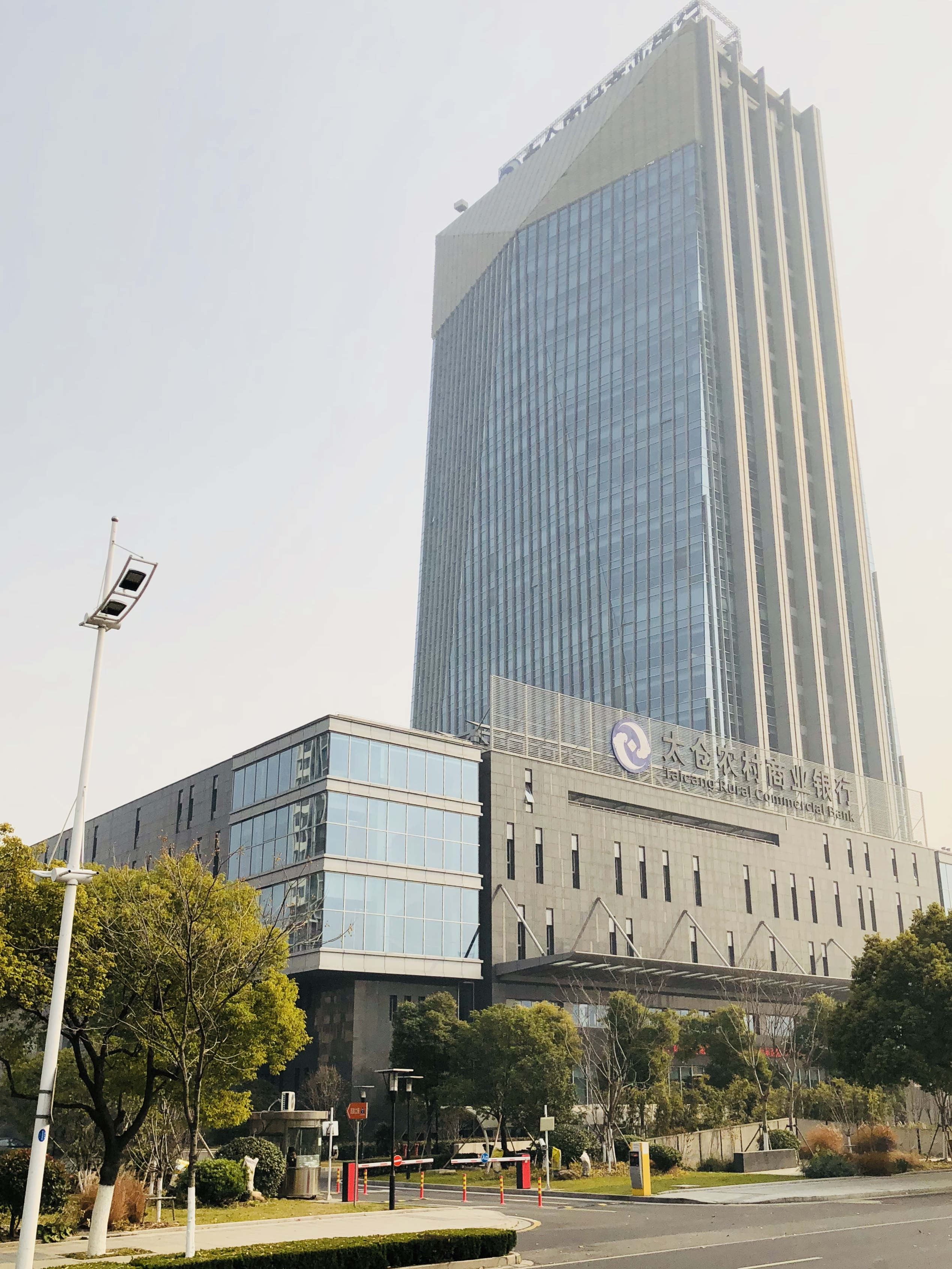
Офис Тайцанского сельского коммерческого банка

Городской уезд делится на 1 уличный комитет и 6 посёлков.

## Экономика
В Тайцане базируются химическая корпорация ABA Chemical и производитель ветроэнергетического оборудования Titan Wind Energy, расположены заводы мороженого, чая, соусов и приправ Unilever, заводы автокомплектующих Huayu Automotive Systems и Magna International, мотоциклетный завод Sundiro Honda Motorcycle, бумажная фабрика Nine Dragons Paper. Также в районе действует Германский центр промышленности и торговли, имеется более 530 крупных и средних немецких фирм (в том числе завод пищевого оборудования Krones, станкостроительный завод Chiron, завод подшипников Schaeffler Group, завод пружин Hugo Kern und Liebers, завод металлообрабатывающего оборудования TOX Pressotechnik, лаборатория TÜV Rheinland).
Также развиты рыболовство, пищевая промышленность, розничная торговля, логистика, финансовые услуги и туризм (наиболее популярная локация — древний городок Шаси, в котором сохранились старинная архитектура, колоритные каналы и мосты).

## Транспорт
По итогам 2019 года Тайцан вошёл в топ-30 крупнейших контейнерных портов мира. Важное значение имеют водные грузоперевозки между Сучжоу и Шанхаем.  
Ведётся строительство 278-километровой междугородней скоростной железной дороги Нанкин — Тайцан и 11-километрового автомобильного тоннеля под рекой Янцзы на скоростном шоссе Тайцан — Наньтун.

## Известные уроженцы
- Цю Ин (1475 — 1552)
- Ву Цзяньсюн (1912 — 1997)